# Francisco de Remolins
Francisco de Remolins (ur. w 1462 w Lleidzie, zm. 5 lutego 1518 w Rzymie) – hiszpański kardynał.

## Życiorys
Urodził się w 1462 roku w Lleidzie. Studiował na Uniwersytecie Pizańskim, gdzie uzyskał doktorat utroque iure. W młodości wziął ślub, jednak po pewnym czasie małżonkowie rezeszli się, a sakrament został unieważniony. Następnie został doradcą Ferdynanda Aragońskiego i nauczycielem Cezara Borgii. Po przyjęciu święceń kapłańskich został protonotariuszem apostolskim i audytorem Roty Rzymskiej. W 1496 roku został wybrany biskupem pomocniczym Lleidy i przyjął sakrę. Dwa lata później, wraz z generałem dominikanów, Gioacchino Torrianim pojechał do Florencji by rozpocząć proces Hieronima Savonaroli. Wkrótce potem zrezygnował z zarządzania diecezją i został gubernatorem Rzymu, prowadząc represję wobec wrogów papieża (zwłaszcza Orsinich i Colonnów). W 1501 roku został arcybiskupem Sorrento. 31 maja 1503 roku został kreowany kardynałem prezbiterem i otrzymał kościół tytularny SS. Giovanni e Paolo. Po elekcji Juliusza II, obawiając się represji wobec zwolenników Borgiów, uciekł z Rzymu. Jednak papież, widząc w nim zdolnego dyplomatę napisał do niego przyjazny list i nakłonił do powrotu. Udało mu się uzyskać dziedzictwo Romanii od Republiki Wenecji. W 1504 roku został biskupem Fermo. W latach 1511–1513 był wicekrólem Neapolu. W 1511 roku został archiprezbiterem bazyliki liberiańskiej, a rok później zrezygnował z archidiecezji Sorrento. Pełnił rolę administratora apostolskiego Perugii (1503–1506), Palermo (1512–1518), Sarno (1513–1517), Gallipoli (1513–1518) i Lavelli (1515). 16 marca 1517 roku został podniesiony do rangi kardynała biskupa i otrzymał diecezję suburbikarną Albano. Zasiadał w trzyosobowej komisji kardynalskiej, która sądziła Bandinella Sauliego, Adriana Castello i Alfonsa Petrucciego za próbę otrucia Leona X (Petrucci został skazany na śmierć). Zmarł 5 lutego 1518 roku w Rzymie.